# Т'єрно Ба
Т'єрно Ба (фр. Thierno Bah, нар. 5 жовтня 1982, Лабе) — гвінейський та швейцарський футболіст, що грав на позиції півзахисника.
Виступав, зокрема, за клуби «Серветт» та «Ксамакс», а також національну збірну Гвінеї.

## Клубна кар'єра
Народився 5 жовтня 1982 року в місті Лабе, алое на початку 1990-х родина Ба переїхала до Швейцарії. Там він і почав займатись футболом у академії клубу «Серветт». Дорослу футбольну кар'єру розпочав 1999 року в основній команді того ж клубу, в якій провів шість сезонів, взявши участь у 89 матчах чемпіонату і 2001 року став володарем Кубка Швейцарії.
Протягом сезону 2005/06 років захищав кольори клубу «Мерен». Своєю грою за цю команду привернув увагу представників тренерського штабу клубу «Ксамакс», до складу якого приєднався 2006 року. Відіграв за команду з Невшателя наступні чотири сезони своєї ігрової кар'єри. Більшість часу, проведеного у складі «Ксамакса», був основним гравцем команди.
Згодом з січня 2011 по літо 2012 року грав у складі команди «Лозанна», після чого виступав за саудівський «Аль-Таавун».
Завершив ігрову кар'єру у команді «Етуаль Каруж», за яку виступав протягом 2015—2018 років у нижчих швейцарських лігах.

## Виступи за збірні
Протягом 2002—2004 років залучався до складу молодіжної збірної Швейцарії, з якою брав участь у молодіжному чемпіонаті Європи 2004 року в Німеччині, де Швейцарія посіла останнє місце в групі, набравши лише одне очко. Всього на молодіжному рівні зіграв у 20 офіційних матчах.
10 серпня 2011 року дебютував в офіційних матчах у складі національної збірної Гвінеї в товариській грі проти Габона (1:1)
У складі збірної був учасником Кубка африканських націй 2012 року у Габоні та Екваторіальній Гвінеї, де зіграв у всіх трьох матчах, але його команда не вийшла з групи.
Загалом протягом кар'єри в національній команді, яка тривала 3 роки, провів у її формі 16 матчів.

## Титули і досягнення
- Володар Кубка Швейцарії (1):

«Серветт»: 2000/01